# James Blackmon Jr.
Pour les articles homonymes, voir Blackmon.
James Blackmon Jr., né le 25 avril 1995 à Chicago en Illinois, est un joueur américain de basket-ball. Il évolue au poste d'arrière.
Son père, James Blackmon Sr., est un joueur et entraîneur de basket-ball.

## Palmarès
- Big Ten All-Freshman Team 2015
- McDonald's All-American 2014